# 모션 블러

모션 블러를 한 것(왼쪽)과 하지 않은 것을 나타내고 있는 물체 주변 회전 애니메이션

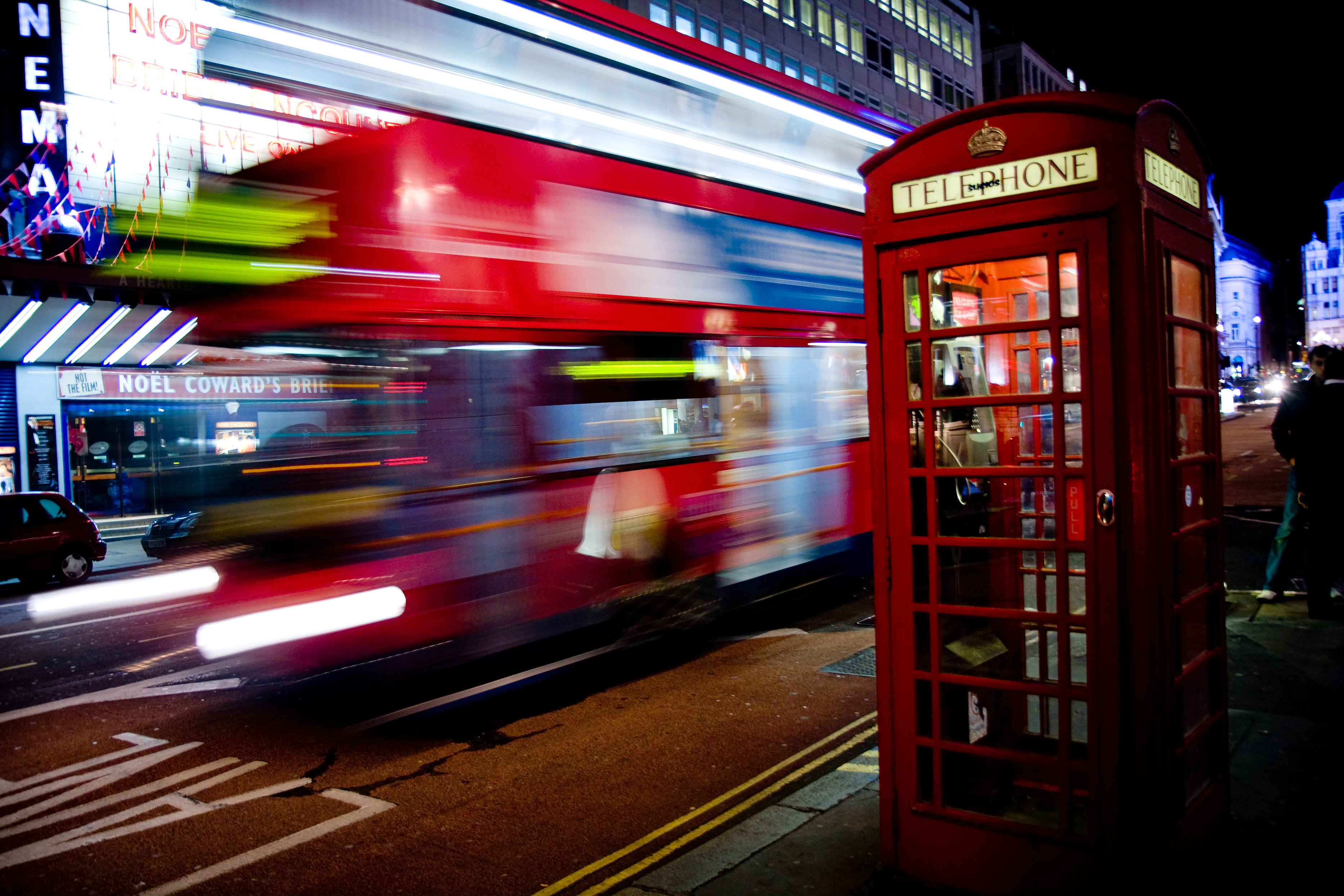
런던 버스가 런던의 전화상자를 지나치는 모습에서 나타나는 모션 블러의 한 예.

모션 블러(motion blur)는 영상 및 애니메이션같은 연속한 그림들이나 스틸 이미지 속에 비치는 빠르게 움직이는 물체의 뚜렷한 줄무늬이다. 노출이 길거나 움직임이 빠른 까닭에, 아니면 프레임 하나를 촬영하는 동안 영상이 변화할 때 이러한 현상이 나타난다.

## 복원
위너의 디콘볼루션 기법을 이용하면 모션 블러로 처리된 영상을 아래와 같이 복구할 수 있다:

## 사진첩

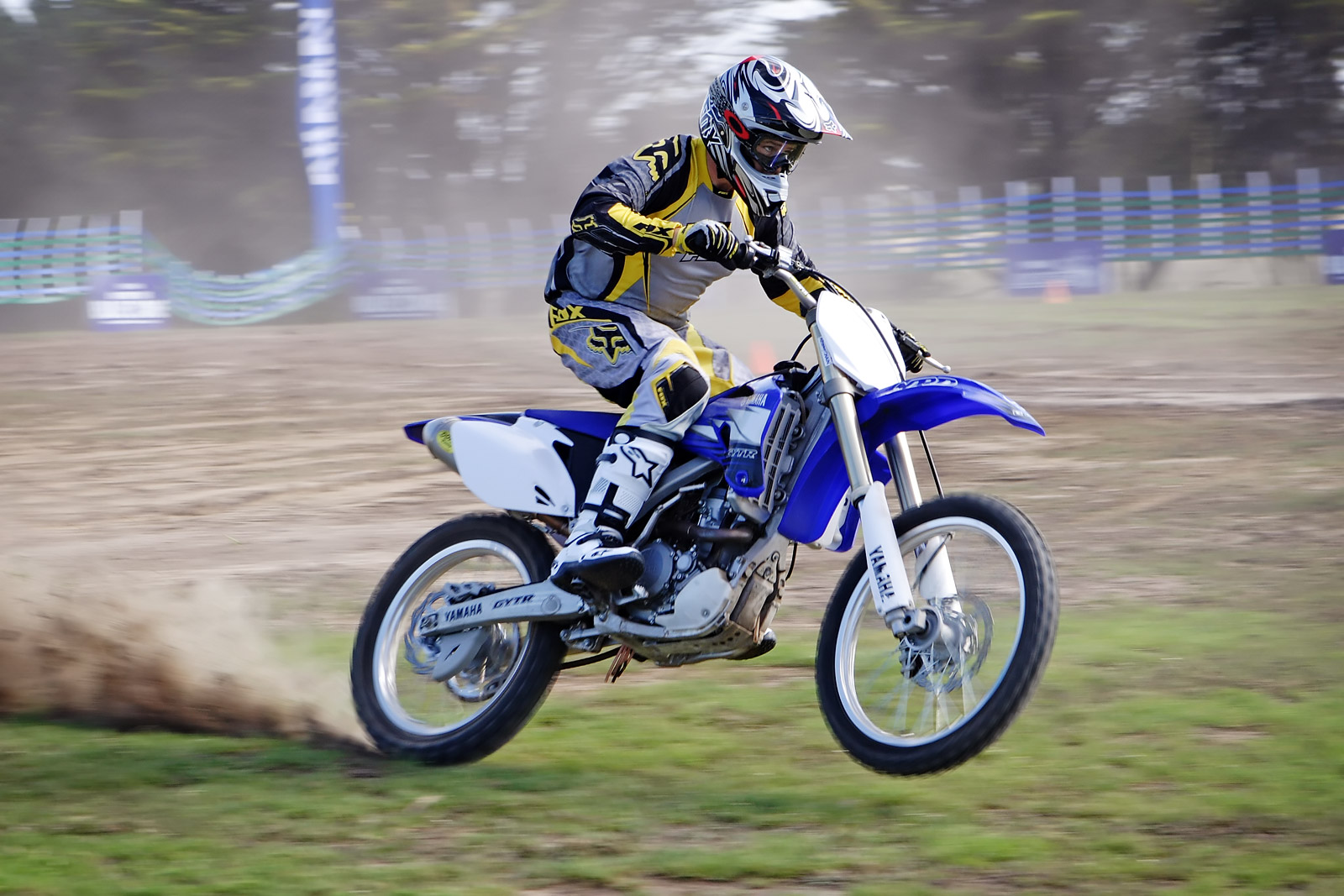
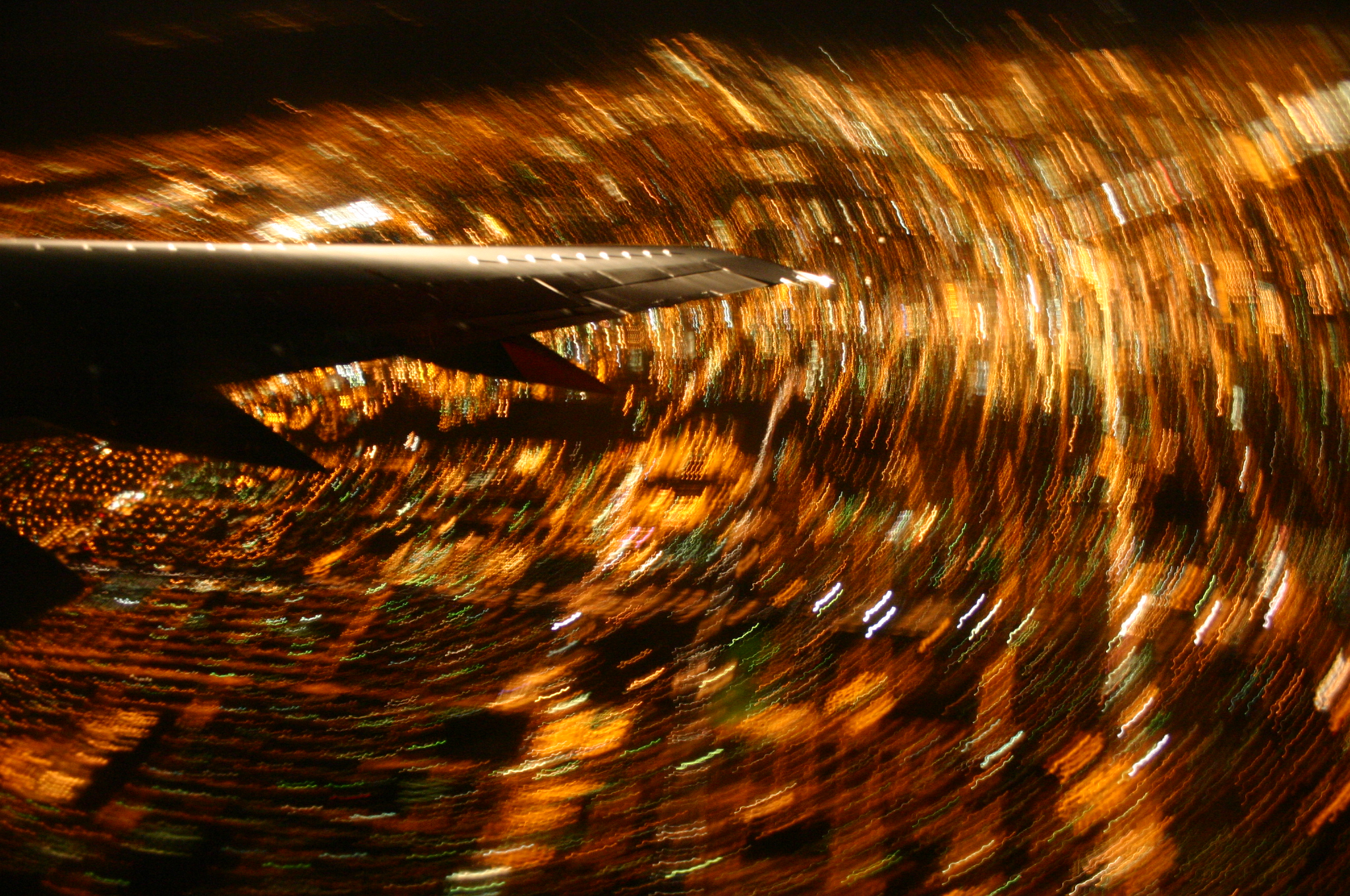
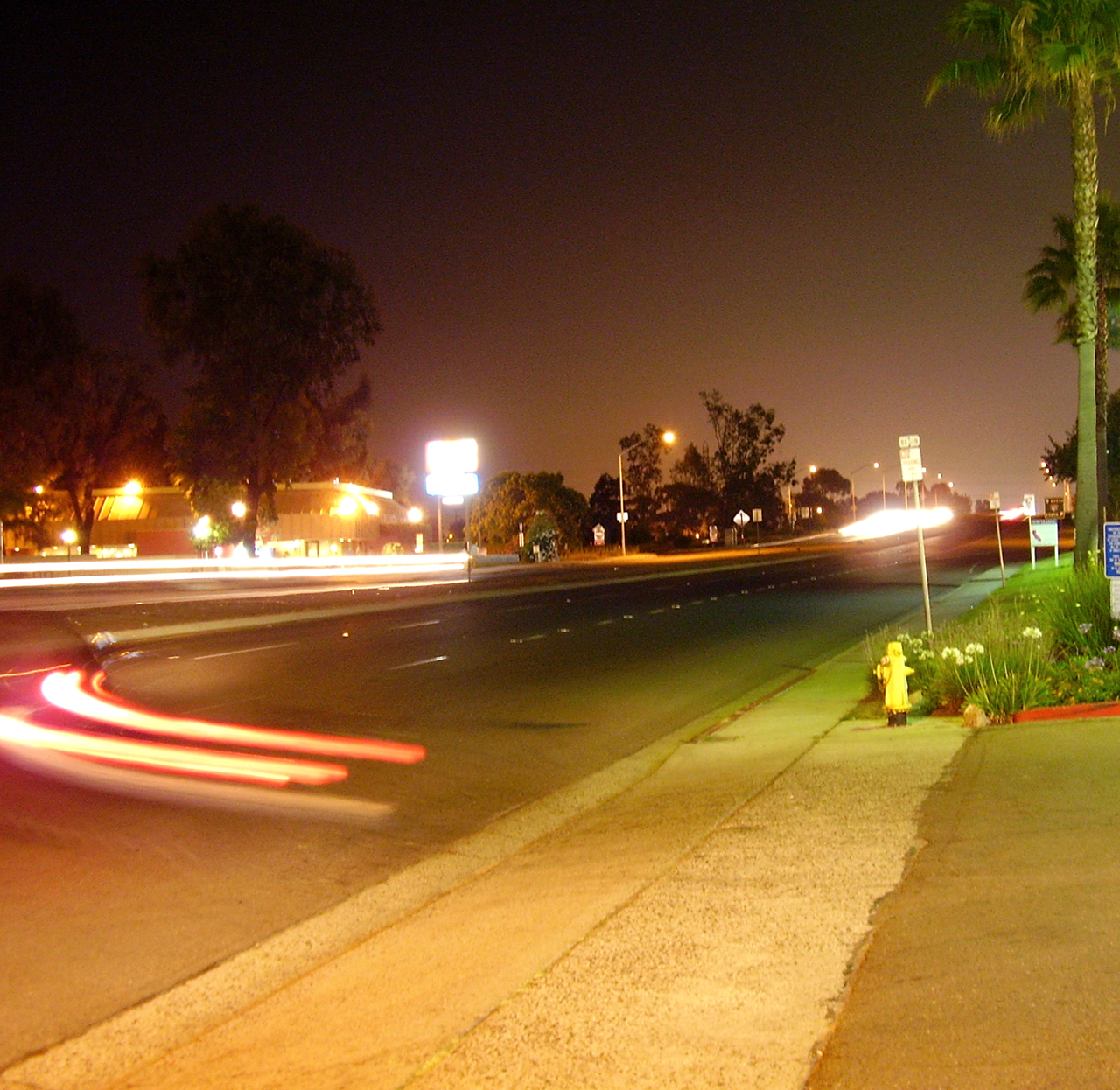
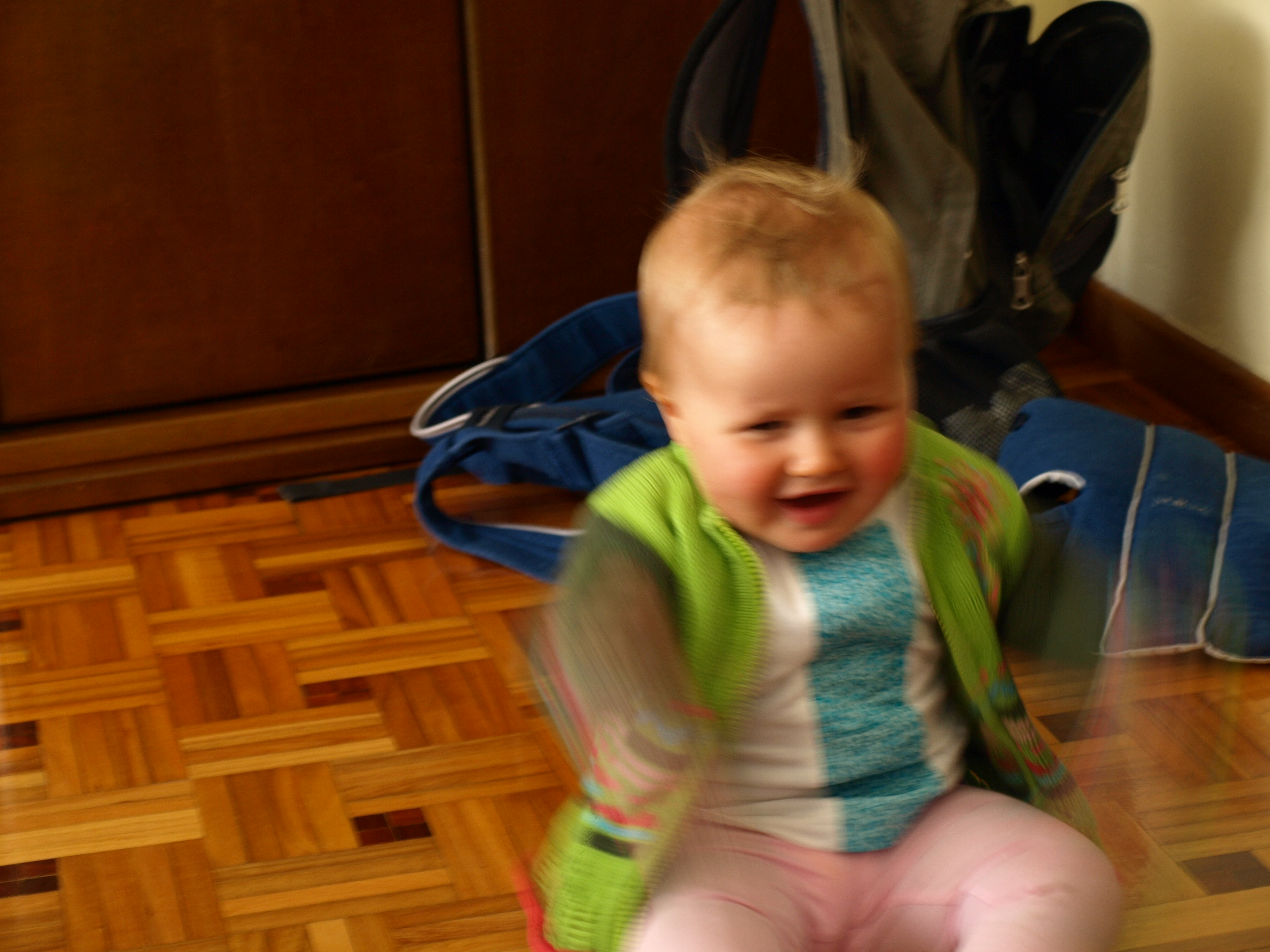
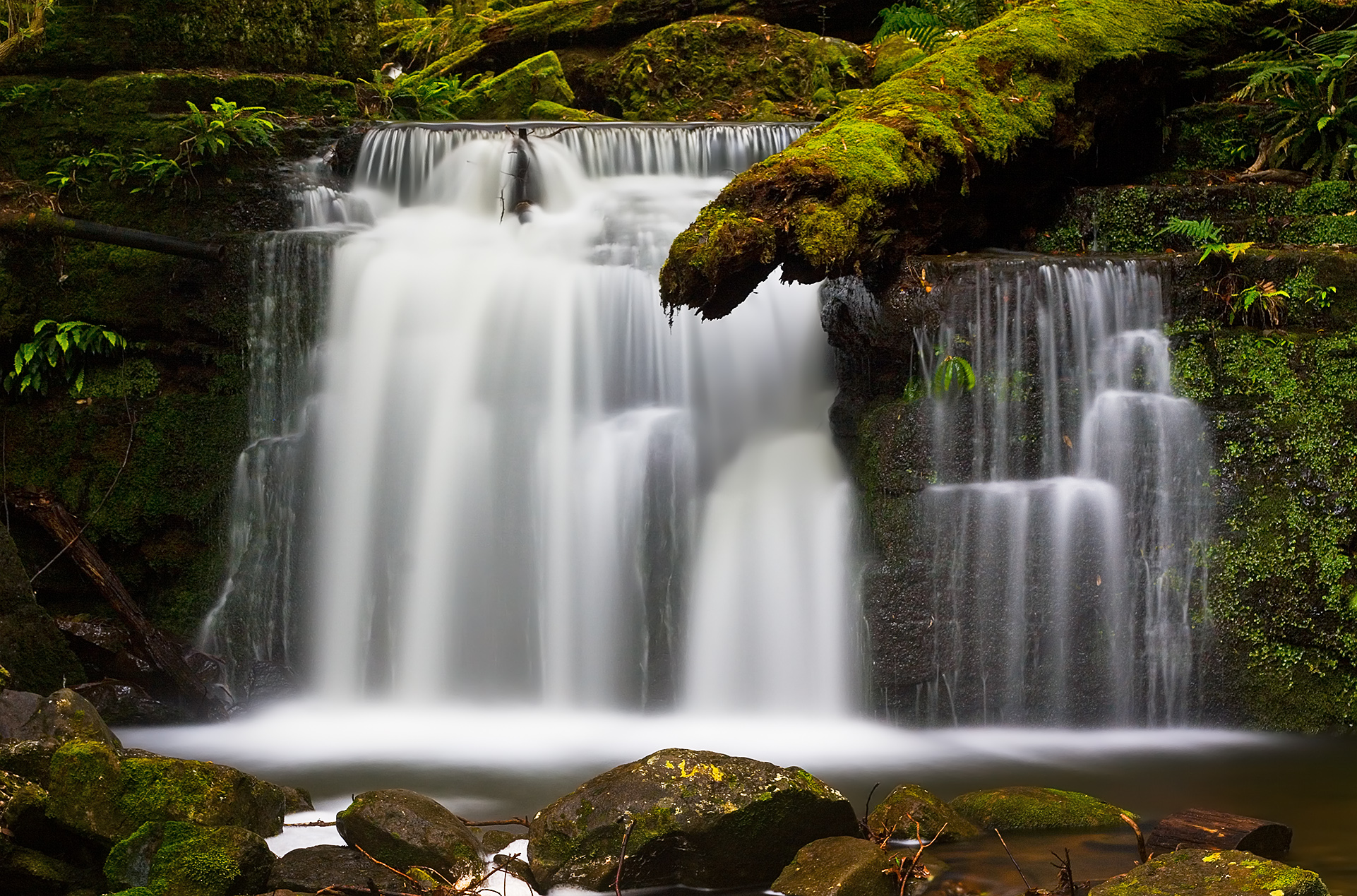

## 같이 보기
- 셔터 속도
- 슬로 모션